# Лим Джун Сон
Лим Джун Сон (хангыль: 림중선; 16 июля 1943) — северокорейский футболист, защитник, участник чемпионата мира 1966 года.

## Карьера

### Чемпионат мира 1966
В составе сборной КНДР Лим Джун Сон принимал участие в отборочном турнире к чемпионату мира 1966 года (провёл два стыковых матча со сборной Австралии). Затем сыграл на чемпионате во всех четырёх встречах и вместе с командой вышел в четвертьфинал, где сборная КНДР проиграла португальцам.
| Матчи и голы Лима Джун Сона за сборную КНДР | Матчи и голы Лима Джун Сона за сборную КНДР | Матчи и голы Лима Джун Сона за сборную КНДР | Матчи и голы Лима Джун Сона за сборную КНДР | Матчи и голы Лима Джун Сона за сборную КНДР | Матчи и голы Лима Джун Сона за сборную КНДР | Матчи и голы Лима Джун Сона за сборную КНДР |
| ------------------------------------------- | ------------------------------------------- | ------------------------------------------- | ------------------------------------------- | ------------------------------------------- | ------------------------------------------- | ------------------------------------------- |
| №                                           | Дата                                        | Место проведения                            | Соперник                                    | Счёт                                        | Голы                                        | Турнир                                      |
| 1                                           | 21 ноября 1965                              | Пномпень, Камбоджа                          | Австралия                                   | 6:1                                         | -                                           | Отбор к ЧМ-1966 (стыковой матч)             |
| 2                                           | 24 ноября 1965                              | Пномпень, Камбоджа                          | Австралия                                   | 3:1                                         | -                                           | Отбор к ЧМ-1966 (стыковой матч)             |
| 3                                           | 12 июля 1966                                | Мидлсбро, Англия                            | СССР                                        | 0:3                                         | -                                           | Чемпионат мира 1966                         |
| 4                                           | 15 июля 1966                                | Мидлсбро, Англия                            | Чили                                        | 1:1                                         | -                                           | Чемпионат мира 1966                         |
| 5                                           | 19 июля 1966                                | Мидлсбро, Англия                            | Италия                                      | 1:0                                         | -                                           | Чемпионат мира 1966                         |
| 6                                           | 23 июля 1966                                | Ливерпуль, Англия                           | Португалия                                  | 3:5                                         | -                                           | Чемпионат мира 1966                         |

Итого: 6 матчей / 0 голов; 3 победы, 1 ничья, 2 поражения.